# Beatriz de Ahumada
Beatriz Dávila Ahumada y de las Cuevas, más conocida como Beatriz de Ahumada (Gotarrendura, Ávila, c. 1490-Ibidem, noviembre de 1528), fue una dama española, madre de Santa Teresa de Jesús.

## Biografía
Hija de Juan Dávila y Ahumada* (nacido en Ávila) y de Teresa de las Cuevas y Oviedo** (nacida en Olmedo, Valladolid). De ilustre familia castellana, una rica heredera de Olmedo.
Mayormente reconocida por ser la madre de Santa Teresa de Jesús, también conocida como santa Teresa de Ávila, siendo su nombre de nacimiento Teresa Sánchez de Cepeda Dávila y Ahumada.
Sus hijos varones fueron a América en distintas expediciones y participaron en la conquista del Perú y alrededores.
Beatriz de Ahumada se casó con Alonso Sánchez de Cepeda y Toledo (nacido Ávila en febrero de 1471, fallecido en diciembre de 1543) el 14 de mayo de 1509, en Gotarrendura, Ávila. Para él era su segunda boda tras quedar viudo de su anterior matrimonio con Catalina del Peso y Henao, prima en tercer grado de Beatriz de Ahumada.
Beatriz Dávila y Ahumada y Alonso Sánchez de Cepeda tuvieron 10 hijos. Hernando, Rodrigo, Teresa, Juan de Ahumada, Lorenzo, Antonio, Pedro, Jerónimo, Agustín y Juana.
Beatriz murió en 1528, probablemente tras el nacimiento de su última hija, Juana, falleció en su palacio de Gotarrendura, de allí su cuerpo fue llevado a recibir honrosa sepultura en la iglesia de San Juan de Ávila.
- Mateo Dávila Ahumada (padre)
  - Juana de Tapia (madre)

Según consta por uno de los libros de casamientos de la Iglesia de San Juan de Ávila que, en uno de sus capítulos dice:"En Lunes diez de enero de 1508, yo el Br. Antón Benítez, cura de esta Iglesia de San Joan habiendo previsto las amonestaciones conforme a derecho y con mandato del Señor Juez de la Iglesia, desposé y casé a Alonso Sánchez de Cepeda, viudo de Dª Catalina del Peso, juntamente con Dª. Beatriz Dávila y Ahumada, hija de Mateo Dávila Ahumada y de Dª. Juana de Tapia, testigos, Pedro Dávila, Francisco de Ahumada, Sebastián Vela, Br. Antón Benítez, Cura = Conviene con el dicho capítulo que esta en el dicho libro a que me refiero, y para que conste del pedimento del Cap. Lorenzo de Cepeda, doy la presente firmada de mi nombre en esta Ciudad e Ávila en 20 de Junio de 1577 = el Ldo. Pedro de Ávila Blázquez, cura "